# 仙霞古道

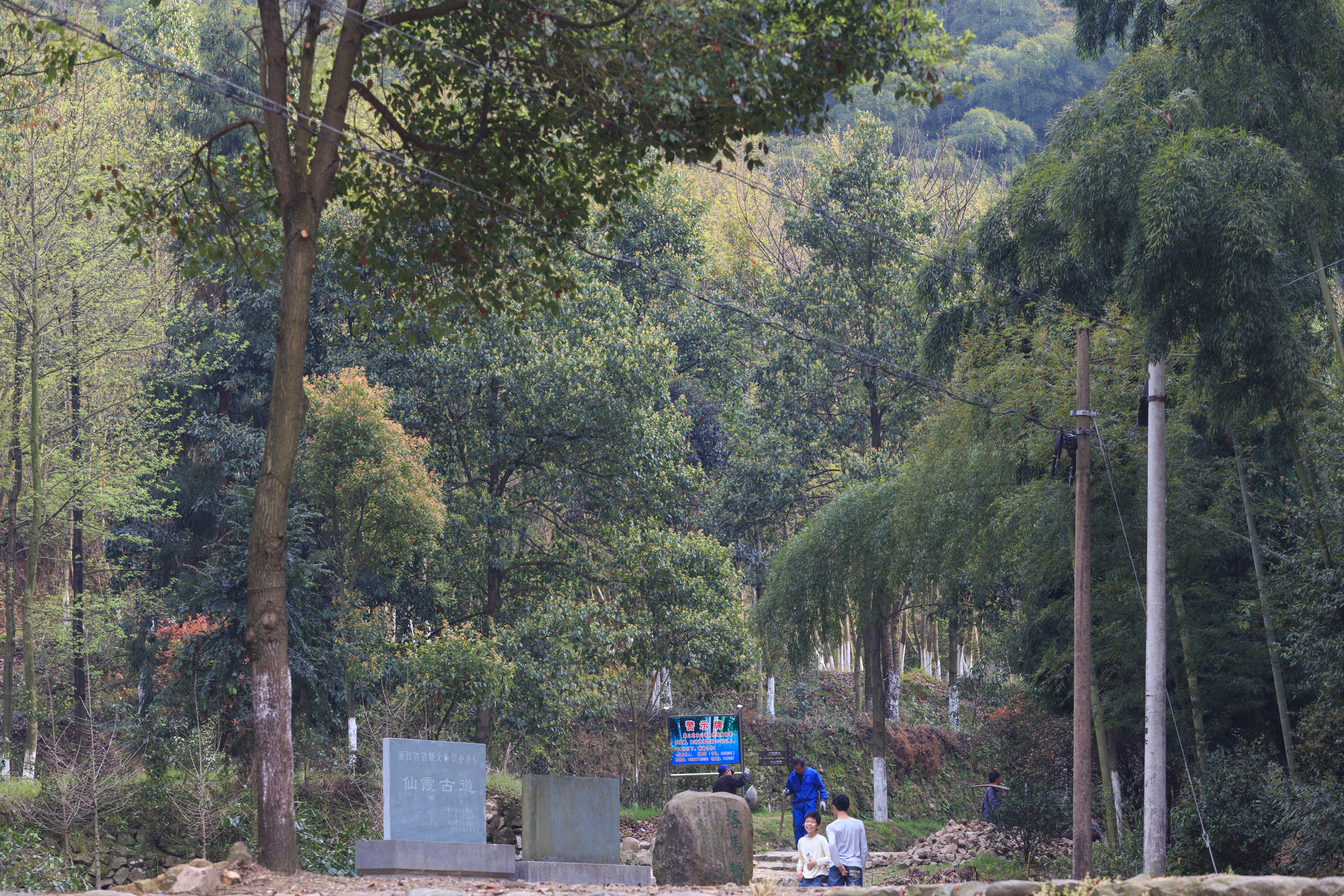
浙江省にある仙霞古道入口

仙霞古道（せんかこどう）は、浙江省江山市と福建省浦城県の間を結ぶ、全長120 kmの山道である。唐の時代から民国まで、この古道は交通の要所であった。

## 概要
仙霞古道は浙江省と福建省の堺を成す仙霞嶺（別名・八閩咽喉）を跨いでいる小道である。かつては軍事的な防衛のために9つの関所が置かれ、税金の徴収もなされていた。楓嶺関はその一つである。空海がこの道を通ったこともあり、それを記念して銅像が建てられている。仙霞古道の中間地点には鶏鳴三省と言われている廿八都という街が在る。なお、鶏鳴三省（とりなきさんしょう）の由来は福建、浙江、江西の3つの省の堺にあり、鳥が鳴くと全ての省に響き渡るという伝えからである。